# Henriette Gottlieb
Pour les articles homonymes, voir Gottlieb.
Henriette Gottlieb, née le 1er juin 1884 à Berlin et morte assassinée dans le Ghetto de Łódź le 2 janvier 1942, est une soprano allemande.

## Biographie
En 1913, elle est embauchée par le Deutsche Oper Berlin et y reste jusqu'en 1932, chantant le rôle de Venus dans Tannhäuser mais aussi celui d'Ortrud dans Lohengrin.
Elle se fait un nom sur la scène wagnerienne en interprétant Brünnhilde dans L'Anneau du Nibelung au Théâtre des Champs-Élysées en 1928. De 1927 à 1930, elle se produit lors du Festival de Bayreuth. Après l'arrivée au pouvoir des nazis, elle décide de prendre sa retraite et de rester en Allemagne.
En 1941, elle est déportée en Pologne où elle meurt dans le Ghetto de Łódź en janvier 1942.
Après la guerre, un ruban disant « À la mémoire de Richard Breitenfield, Henriette Gottlieb, Ottilie Metzger-Latterman, honorés comme chanteur du Festival, assassinés dans les camps nazis » est apposé près de la villa Wahnfried mais il est retiré le jour-même par Wolfgang Wagner.